# سمیرا زرگری
سمیرا زرگری (زاده ۳ آوریل ۱۹۸۳) ورزشکار در رشته اسکی آلپاین و سرمربی تیم ملی اسکی آلپاین ایران است.

## موفقیت‌ها

### مسابقات قهرمانی جهان در رشته اسکی روی چمن
- دیزین ۲۰۰۵:دوازدهم. اسکی مارپیچ سرعت

### جام جهانی اسکی روی چمن
در بین پنج نفر برتر سوم شد.

### مسابقات قهرمانی ایران (اسکی آلپاین)
زرگری در سال ۲۰۰۷ در این مسابقات قهرمان ایران شد.

سه سال قهرمانی لیگ آلپاین کشور در رشته اسلالوم 
کسب اولین فیس پوینت زیر ۱۲۰ اسلالوم زنان ایران در سال ۲۰۰۷ 
اولین سرمربی زن ایرانی در رشته آلپاین در مسابقات المپیک جوانان لوزان سوئیس ۲۰۲۰ 
اولین زن ایرانی طراح مسابقات بین المللی در ایران،ترکیه و ژاپن 
اولین زن سر داور در مسابقات بین المللی

## حواشی
‌ممنوع‌الخروجی سرمربی تیم ملی اسکی از سوی همسرش و عدم امکان همراهی او با کاروان تیم ملی‌ به ایتالیا خبرساز شد.